# SMS Graf Spee
El SMS Graf Spee era un crucero de batalla (Schlachtkreuzer en alemán) de la Clase Mackensen perteneciente a la Armada Imperial Alemana que nunca llegó a estar operativo.

## Historial

Dibujo lineal de la clase Mackensen.

Su construcción fue iniciada en los astilleros Schichau de Danzig el 30 de noviembre de 1915, y recibió su nombre en honor al vicealmirante Maximilian Graf von Spee, heroico comandante de la escuadra del Pacífico, muerto en combate en diciembre de 1914 en la batalla de las Malvinas, siendo el primer buque que llevó ese nombre. Aunque estaban previstos junto a él y al cabeza de su serie otros seis buques de la misma clase, únicamente tres fueron iniciados, equipados con una artillería principal de 350 mm.
Botado el 15 de septiembre de 1917, su madrina fue la condesa Margarita von Spee. Tras el final de la guerra, su construcción fue detenida el 17 de noviembre de 1918 para ser finalmente desguazado en Kiel entre los años 1921 a 1923 junto con su gemelo, el SMS Mackensen, que fue botado en los astilleros de Blohm und Voss de Hamburgo. El tercer buque de la clase en construcción, el Fürst Bismarck, nunca fue botado, siendo desechado y desguazado sobre la propia grada del astillero entre 1920 y 1922.

## Otros buques con el mismo nombre
Otros dos buques alemanes llevaron posteriormente el mismo nombre:
- Panzerschiff Graf Spee de la Kriegsmarine (1934–1939),
- Fragata escuela Graf Spee de la Bundesmarine, ex HMS Flamingo (U03) (1959–1967)